# Vasílios Skourís
Vasílios Skourís (en grec, Βασίλειος Σκουρής), né le 6 mars 1948 à Thessalonique, est un juge et homme politique grec. Ministre de l'Intérieur en 1989 et 1996, il est président de la Cour de justice de l'Union européenne de 2003 à 2015. 
Il est depuis professeur à la faculté de droit de l'université Aristote de Thessalonique.

## Biographie

### Jeunesse et études
Vasílios Skourís est né le 6 mars 1948 à Thessalonique. Il est diplômé en droit à l’université libre de Berlin puis deviendra docteur en droit administratif et constitutionnel à l'université de Hambourg en 1973.

### Ministre
À la suite de la dissolution du parlement grec en 1989, il occupe brièvement le poste de ministre de l'Intérieur sous le gouvernement intérimaire, puis de nouveau pour une courte période en 1996.
Il est ministre d'État dans le gouvernement de Ioánnis Sarmás du 26 mai au 26 juin 2023. 

## Distinctions

### Décorations
- Commandeur de la Légion d'honneur [3]
- Grand-croix de l'ordre de l'Étoile de Roumanie

### Honneurs
Il a reçu une multitude de doctorats honoris causa  :
- Université Toulouse 1 Capitole en 2015
- Université Démocrite de Thrace
- Université de Vilnius
- Deutsche Universität für Verwaltungswissenschaften Speyer (de)
- Université de Münster
- Université Panthéon-Assas
- Université Masaryk
- Université Panteion
- Université de Heidelberg
- Université nationale et capodistrienne d'Athènes
- Université de Bucarest

## Sources
- (en) Cet article est partiellement ou en totalité issu de l’article de Wikipédia en anglais intitulé « Vassilios Skouris » (voir la liste des auteurs).

## Compléments